# Die Schattenmacher
Die Schattenmacher (Originaltitel: Fat Man and Little Boy) ist ein US-amerikanisches Filmdrama aus dem Jahr 1989 von Roland Joffé, das die geheime Entwicklung der ersten Atombomben durch die Alliierten im Rahmen des Manhattan-Projekts in Los Alamos nacherzählt. Der Film kulminiert im Trinity-Test, der ersten Kernwaffenexplosion.
Der Film hatte in den USA am 20. Oktober 1989 Premiere, in Deutschland am 22. Februar 1990. Er spielte weniger als vier Millionen US-Dollar ein. Roland Joffé war 1990 für den Goldenen Bär der Berlinale nominiert. Der Film war für den PFS Award in der Kategorie Peace der Political Film Society im Jahr 1989 nominiert.

## Handlung
USA, Herbst 1942. Nach dem japanischen Angriff auf Pearl Harbor wächst in den USA die Angst, dass die Nazis in Europa eine deutsche Superwaffe, eine Atombombe, konstruieren könnten. Führende Atomwissenschaftler in den USA, unter anderem Leó Szilárd, haben theoretisch nachgewiesen, dass die Konstruktion einer derartigen Waffe, die auf der Spaltung von Atomen beruht, physikalisch möglich ist.
Präsident Roosevelt trifft die Entscheidung, den Bau einer Atombombe zu forcieren, um den Deutschen zuvorzukommen. Brigadegeneral Groves erhält den militärischen Auftrag, dieses Projekt durchzuführen. Er gibt ihm den Namen „Manhattan-Projekt“ und nimmt Kontakt zu Atomphysiker J. Robert Oppenheimer auf, Professor an der Universität von Berkeley. Groves überzeugt Oppenheimer, die wissenschaftliche Leitung des Manhattan-Projekts zu übernehmen.
Groves beginnt mit der Errichtung einer Forschungsstätte in Los Alamos, New Mexico. Ab Frühjahr 1943 werden immer mehr begabte Wissenschaftler, die vorher über das ganze Land verteilt gearbeitet haben, in Los Alamos zusammengezogen. Einer von ihnen ist Michael Merriman, der vorher an der Universität von Chicago tätig war.
Die ungelösten technischen Probleme zu Beginn des Projektes sind immens, zumal der Zeitplan die Konstruktion einer funktionsfähigen Atombombe in nur 19 Monaten vorsieht. Eine der wichtigsten Fragen am Anfang des Projekts ist unter anderem die Entscheidung, ob Uran-235 oder Plutonium als spaltbares Material für den Bau der Bombe verwendet werden soll und wie viel Material überhaupt benötigt wird. Bisher liefern die Fabriken in Oak Ridge und Hanford aber zu geringe Mengen an spaltbarem Material, um diese Frage endgültig zu beantworten.
Zudem wird das Leben im Army-Camp in Los Alamos aus Sicherheitsgründen immer stärkeren Reglements unterworfen, die den an ihre Freiheit gewohnten Wissenschaftlern zunehmend zu schaffen machen. Es werden Briefe der Wissenschaftler an ihre Familien oder Freunde geöffnet oder zensiert, Telefongespräche abgehört, teilweise sogar Wissenschaftler bei Reisen beschattet. Auf diese Weise erhält die Army Kenntnis vom Verhältnis Oppenheimers zu Jean Tatlock, einer Kommunistin, die früher ebenfalls wie er in Berkeley gearbeitet hat. Oppenheimer muss dieses Verhältnis auf Druck von Groves beenden, der Tatlock für ein Sicherheitsrisiko hält. Diese Trennung verkraftet Jean Tatlock nicht und begeht wenig später Selbstmord.
Die Schwierigkeiten bei der Konstruktion der Bombe sind nach wie vor immens. Insbesondere die Implosionsmethode zur Zündung der Plutoniumbombe bereitet große Probleme. Sie können nur dadurch gelöst werden, dass Oppenheimer schließlich zwei Sprengstoffexperten hinzuzieht, die endlich für den ersehnten Durchbruch sorgen.
Mitten in diese Anstrengungen platzt die Nachricht, dass der Krieg in Europa vorüber ist und Deutschland kapituliert hat. Zwischen den Wissenschaftlern und General Groves entbrennt daraufhin eine Diskussion, ob unter diesen neuen Vorzeichen eine solche Bombe überhaupt noch notwendig ist. Groves überzeugt die Wissenschaftler, weiterzuarbeiten, indem er auf den noch andauernden Krieg mit Japan hinweist. Dieser könnte ohne eine Atomwaffe – jedenfalls nach dem Glauben der US-Militärs – nur über eine verlustreiche Landung amerikanischer Truppen in Japan beendet werden.
Viele der in Los Alamos anwesenden Wissenschaftler sind jedoch nicht beruhigt und haben zunehmend moralische Bedenken bei der Vorstellung, dass ihre Arbeit vom Militär zur Kriegsführung benutzt werden und damit für den Tod vieler Menschen verantwortlich sein könnte. Es kommt zu einer heftigen Diskussion in Oppenheimers Baracke über die moralische Verantwortung der Wissenschaft bei der Unterstützung der Militärs für eine Atomwaffe. Dabei zeigen sich vermehrt moralische Skrupel bei den anwesenden Wissenschaftlern. Letztendlich kann Oppenheimer sie aber überzeugen, ihre fast vollendete Arbeit fertigzustellen.
Kurz vor dem geplanten „Trinity-Test“, das heißt der Zündung einer Plutoniumbombe auf einem Testgelände südlich von Los Alamos, kommt es in den Laboratorien zu einem schrecklichen Unfall. Bei einem Experiment zur Bestimmung der kritischen Masse von Plutonium wird der Physiker Michael Merriman schwer verstrahlt. Merriman, der sich mittlerweile in die Krankenschwester Kathleen Robinson verliebt hat, erleidet dabei eine Strahlendosis, die innerhalb von wenigen Tagen zu seinem Tod führt.
Dessen ungeachtet gehen die Vorbereitungen für den Trinity-Test weiter. Auf die Frage von Groves, wie es denn sein werde, antwortet Oppenheimer nur: „unglaublich“. Obwohl die Wetterbedingungen ungünstig sind, werden die Vorbereitungen pünktlich abgeschlossen. Am 16. Juli 1945 in den frühen Morgenstunden wird die weltweit erste Atombombe erfolgreich gezündet.

## Bezug zur Realität
Die Figur des Merriman ist eigentlich fiktiv und zusammengesetzt aus Harry Daghlian und Louis Slotin, zwei Wissenschaftlern von Los Alamos, die bei Unfällen mit dem sog. Demoncore durch Kettenreaktion umkamen. Anders als der Tod Merrimans im Film trug sich dies erst nach den Bombenabwürfen in Japan zu.
Der Originaltitel verweist auf die ersten beiden im Krieg verwendeten Atombomben. Die Reihenfolge im Titel ist achronistisch, denn Little Boy (die Hiroschimabombe) detonierte vor Fat Man (der Nagasakibombe).

## Kritiken
Der Film wurde von Kritikern weitgehend negativ aufgenommen, wobei vor allem historische Ungenauigkeiten und Vereinfachung des Stoffes kritisiert wurden.

„Ein schmucklos und ohne äußere Effekte entwickelter Film über den Schritt ins Atomzeitalter und die dabei auftretenden organisatorischen, menschlichen und ethischen Probleme. Nach langatmiger Exposition enttäuschend in der zuwenig vertieften, unpassend melodramatischen Anlage von Personen und Konflikten.“

„Die US-Kritik fiel fast einstimmig über Die Schattenmacher her, indem sie nämlich genau jene Vereinfachung, die das Verständnis der historischen Vorgänge dem Zuschauer erleichtern sollte, als unzulässige Banalisierung ablehnte. […] ein interessantes, von Vilmos Zsigmond exquisit photographiertes Drama, das sich um Verständnis des Unfaßbaren bemüht, der Frage, wie Menschen eine so furchtbare Waffe überhaupt erst schaffen konnten.“

„Da die beiden Männer überhaupt keine größeren Meinungsverschiedenheiten haben, reduziert sich der Konflikt auf ergreifende Reden, bei denen es um gar nicht viel geht, hört man nur genau hin.“